# Organogel
Een organogel is een niet-kristallijn, niet-glasachtig thermoreversibel vast materiaal, bestaand uit een vloeibare organische fase die is opgesloten in een driedimensionaal netwerk (de structurant). De vloeistof kan bijvoorbeeld een organisch oplosmiddel, een minerale olie of een plantaardige olie zijn. De oplosbaarheid en deeltjesgrootte van de structurant zijn van belang voor de stevigheid van de organogel. Vaak zijn deze systemen gebaseerd op zelfassemblage van de structurant.
Organogelen hebben potentie in een aantal toepassingen, zoals in de farmacie, cosmetica, kunstrestauratie, en levensmiddelentechnologie. Een voorbeeld van een ongewenst thermoreversibel netwerk is het optreden van waskristallisatie in aardolie.